# Battaglia di Wagram
La battaglia di Wagram fu combattuta a nord del Danubio, di fronte all'isola di Lobau, nella piana del Marchfeld attorno al villaggio di Deutsch-Wagram, 15 km a nordest di Vienna. Ebbe luogo tra il 5 e il 6 luglio del 1809 e si concluse con una decisiva vittoria delle truppe francesi guidate da Napoleone Bonaparte contro gli austriaci comandati dall'Arciduca Carlo.
Lo scontro, tra i più grandi e sanguinosi delle guerre napoleoniche, coinvolse oltre 300000 soldati; Napoleone dimostrò grande abilità tattica riuscendo a risolvere alcuni gravi momenti di difficoltà per il suo esercito; l'imperatore modificò il suo schieramento in piena battaglia e impiegò soprattutto una grande concentrazione di artiglieria per indebolire con il fuoco dei cannoni le difese nemiche. A costo di gravi perdite la Grande Armata raggiunse la vittoria e l'esercito austriaco dovette infine ritirarsi verso la Moravia.
La battaglia di Wagram fu lo scontro decisivo della guerra della quinta coalizione; l'arciduca Carlo, demoralizzato dalla sconfitta, sollecitò una tregua ed entro pochi giorni venne concluso un armistizio che fu seguito, dopo una lunga fase diplomatica, dalla pace di Schönbrunn, che sancì la sconfitta dell'Austria e la nuova vittoria di Napoleone; l'ultimo grande successo politico-militare della sua carriera.

## Lo sfondo
Dopo la sconfitta nella battaglia di Austerlitz nel 1805, l'imperatore Francesco II d'Asburgo-Lorena siglò la pace di Presburgo con la Francia, costretto ad accettare termini molto duri per il suo paese: l'Austria pagò alla Francia un'indennità di guerra pari a 40000000 di franchi, cioè un sesto delle entrate totali annue dell'Austria, oltre alla cessione dei domini in Italia settentrionale e in Baviera e nella Confederazione del Reno, creata da Napoleone come stato fantoccio. Nel 1806, dopo la sconfitta della Prussia e su pressione dei francesi, Francesco II dovette rinunciare al suo titolo di Imperatore del Sacro Romano Impero, divenendo semplicemente "Imperatore d'Austria", in modo soprattutto da prevenire che Napoleone si dichiarasse imperatore del Sacro Romano Impero. L'arciduca Carlo, fratello dell'imperatore e uno dei più abili generali del suo tempo, venne nominato Generalissimo e riformò l'esercito austriaco per predisporlo ai futuri scontri, oltre a incominciare la ricerca di possibili alleati in Europa. Dopo il trattato di Tilsit del 1807, la Russia e la Francia si allearono, mentre Prussia e Regno Unito si coalizzarono contro lo stato francese. L'Austria venne lasciata sola con il crescente nazionalismo in Germania e in Italia settentrionale. Alla fine scoppiò la rivolta popolare guidata da Andreas Hofer nel Tirolo bavarese anche se questa non sortì l'effetto voluto.

## Le ostilità iniziali

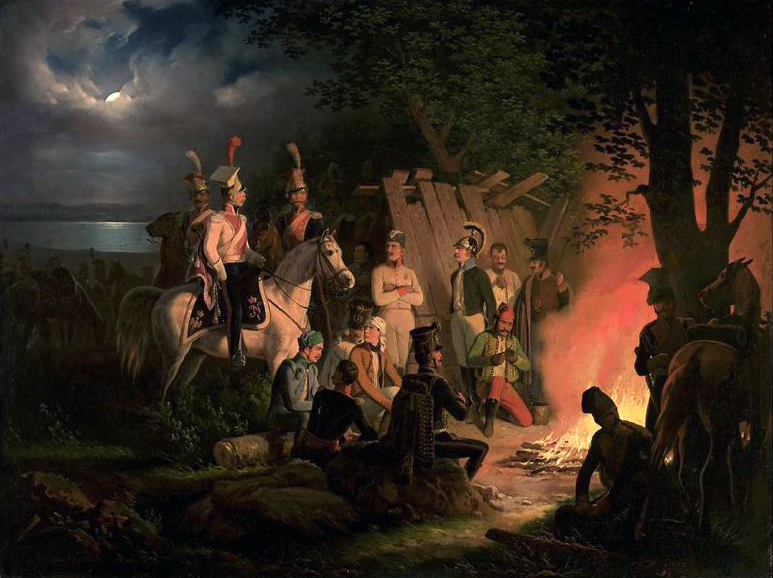
Bivacco di ussari polacchi a Wagram (luglio 1809), in un dipinto di January Suchodolski.

Il 9 aprile 1809 le armate austriache al comando dell'arciduca Carlo invasero la Baviera e l'Italia settentrionale senza che però vi fosse una dichiarazione di guerra ufficiale. Napoleone nel frattempo si trovava a Parigi e quest'attacco fu quanto mai inaspettato. Gli austriaci riuscirono facilmente a conquistare Monaco e a dividere così le armate francesi in Baviera in due corpi distinti. Quando Napoleone giunse con la Guardia Imperiale, a ogni modo, attaccò in forza e sconfisse varie colonne austriache nelle battaglie di Abensberg, Landshut, Eckmühl e Ratisbona. Carlo si ritirò lungo il Danubio inseguito dai francesi. Il 12 maggio i francesi presero Vienna. Gli austriaci non capitolarono in quanto sebbene la capitale fosse occupata, il grosso dell'esercito austriaco resisteva ancora con Carlo in testa. Il 21 maggio Napoleone attraversò il Danubio col chiaro intento di attaccare le armate dell'Arciduca, ma quest'ultimo aveva anticipato questa mossa e attese che Napoleone prendesse Mühlau (importante villaggio presso Aspern e Essling) per poi affiancarlo e creare una testa di ponte. I tentativi di Napoleone di rafforzare le proprie difese furono vani in quanto gli austriaci impedirono ai francesi di ricevere viveri e munizioni. Dopo due giorni di battaglia il maresciallo Jean Lannes, uno tra i migliori comandanti di Napoleone, venne ferito mortalmente e Napoleone abbandonò le proprie posizioni. Egli si ritirò sull'isola di Lobau nel mezzo del Danubio, che l'armata francese usò come luogo di ristoro.
Lobau, con la mole di soldati densamente ammassati in pochi chilometri quadrati di terreno, era un facile obbiettivo per l'artiglieria austriaca che avrebbe potuto bombardare le posizioni nemiche dalla sponda opposta, ma l'arciduca Carlo preferì non seguire questa strategia, lasciando a ogni modo un corpo di osservatori a qualche miglio di distanza. Napoleone riconobbe quindi la necessità di provare ad attraversare il Danubio una seconda volta e incominciò i preparativi. Il 1º giugno gli ingegneri francesi cominciarono la costruzione di un ponte tra le due sponde, più robusto del precedente, lavori che vennero completati il 21 giugno successivo. La notte tra il 4 e il 5 luglio tutto era pronto e 162000 soldati francesi passarono il fiume, mentre le truppe dell'arciduca Carlo si erano poste sulle colline attorno a Deutsch-Wagram.

## Ordine di battaglia

### Austriaci
Durante i due giorni di battaglia, l'arciduca Carlo poté contare solo sulle truppe della Kaiserlich-königliche Hauptarmee. L'arciduca Giovanni Battista d'Austria avrebbe dovuto prendere parte allo scontro con le proprie forze di artiglieria, anche se queste giunsero solo il secondo giorno e troppo tardi comunque per avere un ruolo importante nello scontro. Le forze impiegate, a ogni modo, risultarono essere pari a 145000 uomini con 414 pezzi di artiglieria.
L'esercito austriaco era così suddiviso.
- Avanguardia: feldmaresciallo luogotenente Joseph Armand von Nordmann
- I corpo: generale di cavalleria conte Heinrich von Bellegarde
- II corpo: feldmaresciallo luogotenente principe Federico Francesco Saverio di Hohenzollern-Hechingen
- III corpo: Feldzeugmeister Johann Kollowrat
- IV corpo: feldmaresciallo luogotenente principe Franz Seraph von Rosenberg-Orsini
- VI corpo: feldmaresciallo luogotenente Johann von Klenau
- I corpo di riserva: generale di cavalleria principe Giovanni I Giuseppe del Liechtenstein.

Nei pressi del campo di battaglia, inoltre, si trovava il V corpo (9000 uomini) al comando del Feldmaresciallo Luogotenente principe Enrico XV di Reuss zu Plauen come riserva strategica e venne utilizzato prevalentemente per scopi comunicativi e per coprire le linee con Boemia e Moravia dove si trovava il grosso delle forze dell'arciduca.

### Francesi
Opponendosi alla propria controparte austriaca, Napoleone scelse di impiegare nella battaglia due eserciti "secondari" ovvero uno proveniente dall'Italia settentrionale e comandato dal suo figliastro, Viceré d'Italia, il principe Eugenio di Beauharnais, mentre il secondo della Dalmazia era sottoposto al comando del generale di divisione Auguste de Marmont. Altre forze addizionali pervennero dalla divisione bavarese del VII corpo al comando del generale di divisione Karl Philipp von Wrede.
L'armata di Napoleone comprendeva 166000 uomini e 433 pezzi di artiglieria, divisi come segue:
- Guardia Imperiale, sotto il diretto comando di Napoleone;
- II corpo: generale di divisione Nicolas Oudinot;
- III corpo: maresciallo dell'Impero Louis-Nicolas Davout;
- IV corpo: maresciallo dell'Impero Andrea Massena;
- VII corpo: maresciallo dell'Impero François Joseph Lefebvre (assente): divisione bavarese al comando del generale von Wrede;
- IX corpo (franco-sassone): maresciallo dell'Impero Jean-Baptiste Bernadotte;
- XI corpo ("Armata di Dalmazia"): generale di divisione Auguste de Marmont;
- Corpo di cavalleria di riserva (3 divisioni di cavalleria pesante): maresciallo dell'Impero Jean-Baptiste Bessières.[6]

A questo si aggiungeva una parte dell'"Armata d'Italia" al comando del viceré Eugène:
- Guardia Reale Italiana: generale Achille Fontanelli;
- V corpo: generale di divisione Jacques MacDonald;
- VI corpo: generale di divisione Paul Grenier.[6]

## La battaglia di Wagram

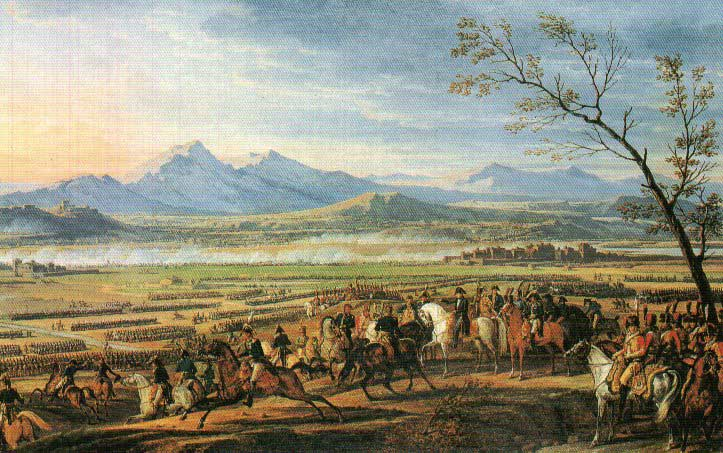
La battaglia di Wagram in un dipinto di Emil Adam.

(Frase di Napoleone sull'importanza dell'impiego di grandi concentrazioni di artiglieria per sgretolare le difese nemiche sul campo di battaglia)

### I piani
Il piano di Napoleone era quello di creare un diversivo a nord di Lobau, nella stessa area ove era stata combattuta la battaglia di Aspern-Essling. Attraversando il Danubio a est a quel punto egli si augurava di poter accerchiare il fianco destro degli austriaci e di assaltare direttamente Russbach.
L'arciduca Carlo da parte sua sapeva che Napoleone avrebbe fatto di tutto per attraversare il fiume e in più punti e prevedendo le intenzioni dell'Imperatore egli pose il grosso delle proprie armate proprio dietro a Russbach formando una linea a V di 12 chilometri di lunghezza e ancorata tra Süssenbrunn su un lato e Wagram e Aderklaa sull'altro.

### Mosse iniziali

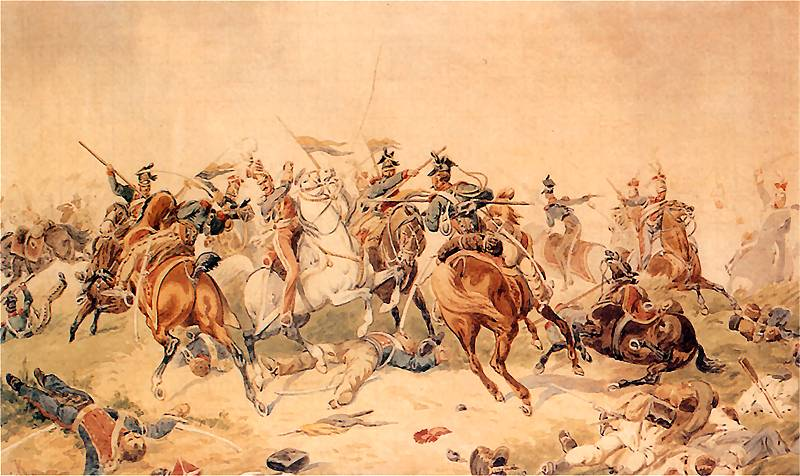
La battaglia di Wagram in un dipinto di Juliusz Kossak.

Usando le teste di ponte fortificate, Napoleone incominciò l'attraversamento su vasta scala dall'isola con 162000 uomini la notte tra il 5 e il 6 luglio. La sua armata era composta dai corpi II, III, IV dall'armata d'Italia dal corpo sassone e dall'XI, oltre alle riserve e alla guardia imperiale.
D'altro canto l'arciduca Carlo aveva predisposto un vantaggio sul nemico di 60000 unità il che gli permetteva operazioni su vasta scala anche se con scarsa mobilità.
Louis Alexandre Berthier, capo dello staff di Napoleone, commise però subito l'errore di assegnare l'attraversamento dello stesso ponte a due diversi corpi creando confusione e pertanto Napoleone fu costretto a spostare una parte di altri corpi in un'altra posizione di attraversamento.

### Il primo giorno
L'artiglieria austriaca, a questo punto, si accanì sull'area ove i francesi stavano disponendo le loro armate sebbene questi continuassero a prendere piede sulla terraferma, conquistando verso mezzogiorno praticamente tutta l'area tra Aspern ed Essling formando poi un semicerchio per anticipare l'arrivo dell'arciduca Giovanni e impedire il rifornimento dell'artiglieria ai corpi austriaci.
Attorno alle 18:00, Napoleone ordinò di attaccare il centro delle armate austriache, intendendo risolvere lo scontro entro la sera. Quest'attacco estemporaneo fu poco coordinato e non produsse l'effetto voluto venendo rapidamente respinto. Il contrattacco austriaco riprese quindi le posizioni ai francesi, aiutati in questo dal fatto che le divise bianche dei sassoni al servizio della Francia portarono a degli incidenti per la confusione che esse facevano con le divise austriache, il che fu causa di molti morti.

### Il secondo giorno: l'offensiva austriaca

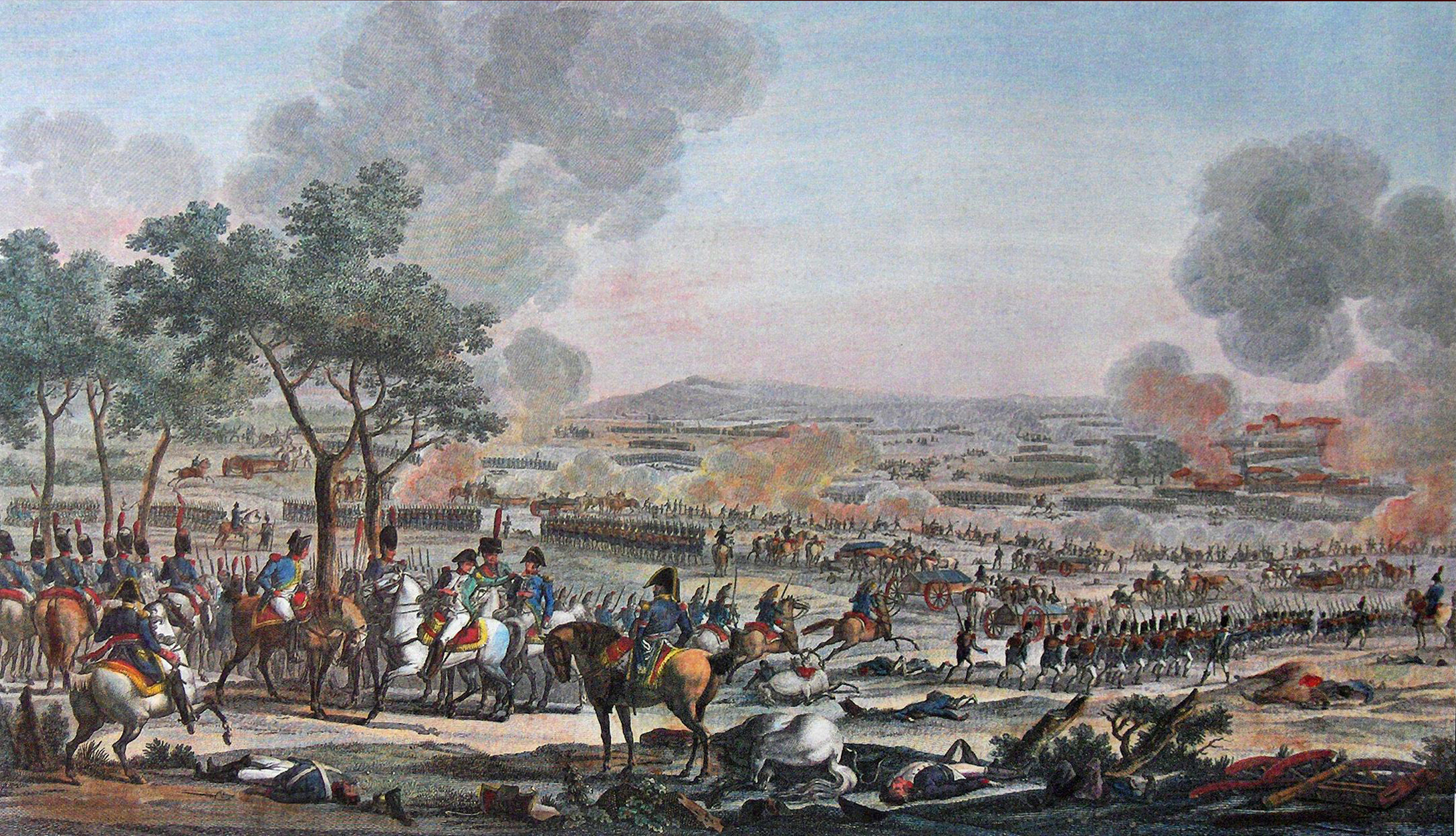
La battaglia di Wagram in un dipinto di Carle Vernet.

Riflettendo sulla posizione tattica, l'arciduca Carlo determinò che il breve fronte di distanza dai francesi e la posizione delle loro truppe avrebbero permesso a Napoleone di attaccare e irrompere le linee austriache. Per prevenire questo fatto egli decise di compiere la prima mossa con attacchi casuali ai lati e al centro dell'armata francese presso il villaggio di Aderklaa. Come risultato di quest'azione i francesi vennero circondati anche se il mancato arrivo dell'arciduca Giovanni non rivolse definitivamente questa parte di scontro a favore degli austriaci.
Il maresciallo Bernadotte, a ogni modo, aveva abbandonato il villaggio di Aderklaa in grandi difficoltà e senza aver atteso gli ordini superiori a tal punto che Napoleone lo dimise dal proprio comando in quella stessa circostanza e prese personalmente il controllo della situazione.
L'imperatore alle ore 11:00 mise in azione la cosiddetta "Grande batteria", una potente concentrazione di cannoni costituita raggruppando, al comando superiore del generale Lauriston, tutta l'artiglieria di riserva della Guardia e le batterie dell'Armata d'Italia e del contingente bavarese. Per prime entrarono in azione le batterie a cavallo della Guardia del generale d'Aboville, equipaggiate con cannoni da 6 e 8 libbre e con obici da 24 libbre; subito dopo si schierarono quattro batterie a piedi della Guardia con i cannoni da 12 libbre, comandate dal generale Drouot; infine sulla sinistra vennero posizionati i cannoni bavaresi e quelli dell'Armata d'Italia. La Grande batteria era costituita da 112 cannoni ed era allineata su un fronte di circa 1800 metri alla distanza di circa 350-400 metri dalle linee austriache.
Il fuoco francese riuscì a stabilizzare le posizioni.

### Il secondo giorno: il contrattacco francese
Nel frattempo il fianco destro francese avanzava al comando di Oudinot e Davout verso il villaggio di Markgrafsneusiedl ove si aprì un pesante conflitto che forzò Davout a retrocedere verso le 15:00, preludendo al successivo attacco guidato dal generale di divisione Jacques MacDonald i cui 27 battaglioni con circa 8000 uomini totali attaccarono il centro delle forze austriache. Gli austriaci risposero con un intenso fuoco di artiglieria e cariche di cavalleria leggera. Dopo diverse azioni, MacDonald riuscì a sfondare le file austriache che incominciarono a ritirarsi verso il villaggio di Znaim, consegnando la vittoria nelle mani di Napoleone.
Le truppe francesi erano esauste da quaranta ore di marcia e combattimento totali, ma a MacDonald venne comunque garantito il bastone di maresciallo di Francia quello stesso giorno sul campo per le brillanti azioni sostenute.